# Női szinkron toronyugrás a 2012. évi nyári olimpiai játékokon
A 2012. évi nyári olimpiai játékokon a műugrás női szinkron 10 méteres toronyugrás versenyszámát július 31-én rendezték meg az Aquatics Centre-ben.
A világbajnok Csen Zso-lin–Vang Hao-duó 368,40 ponttal szerezte meg az aranyérmet. A két 19 éves kínai sportoló a mexikói Paola Espinosa–Alejandra Orozco- és a kanadai Meaghan Benfeito–Roseline Filion-párost szorította maga mögé.

## Versenynaptár
Az időpontok helyi idő szerint, zárójelben magyar idő szerint olvashatóak.
| Dátum                  | Időpont       | Forduló |
| ---------------------- | ------------- | ------- |
| 2012. július 31., kedd | 15:00 (16:00) | Döntő   |

## Eredmény
| # | Ország               | Név                                     | Pontok |
| - | -------------------- | --------------------------------------- | ------ |
|   | Kína (CHN)           | Csen Zso-lin / Vang Hao                 | 368,40 |
|   | Mexikó (MEX)         | Paola Espinosa / Alejandra Orozco       | 343,32 |
|   | Kanada (CAN)         | Meaghan Benfeito / Roseline Filion      | 337,62 |
| 4 | Ausztrália (AUS)     | Loudy Wiggins / Rachel Bugg             | 323,55 |
| 5 | Nagy-Britannia (GBR) | Sarah Barrow / Tonia Couch              | 321,72 |
| 6 | Németország (GER)    | Nora Subschinski / Christin Steuer      | 312,78 |
| 7 | Malajzia (MAS)       | Leong Mun Yee / Pandelela Rinong        | 308,52 |
| 8 | Ukrajna (UKR)        | Julija Prokopcsuk / Viktorija Potyehina | 299,64 |